# Gelechia
Gelechia är ett släkte av fjärilar som beskrevs av Jacob Hübner 1825. Gelechia ingår i familjen stävmalar.

## Bildgalleri

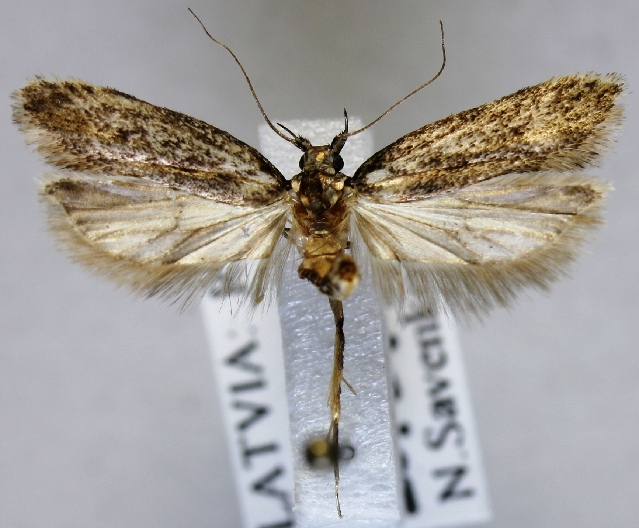
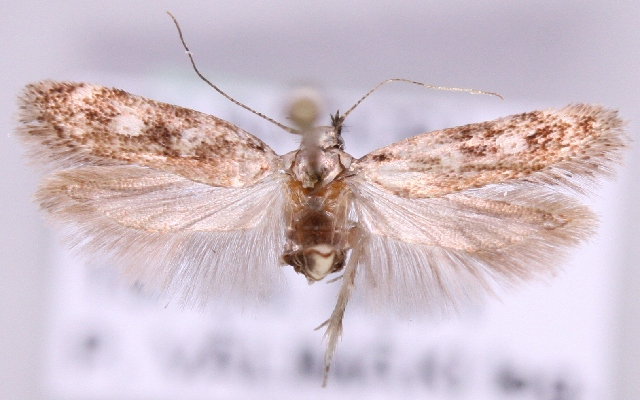
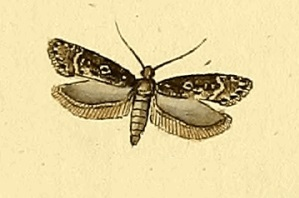
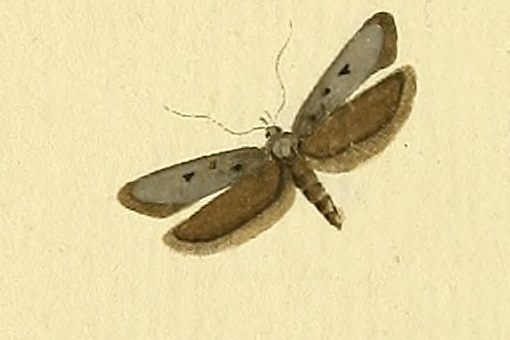

## Dottertaxa tillGelechia, i alfabetisk ordning[1][2]
- Gelechia abjunctella
- Gelechia acupediella
- Gelechia adapterella
- Gelechia albatella
- Gelechia albicans
- Gelechia albisparsella
- Gelechia albomaculata
- Gelechia allomima
- Gelechia allotria
- Gelechia anagramma
- Gelechia anarsiella
- Gelechia angustella
- Gelechia anomorcta
- Gelechia anthochra
- Gelechia anthracopa
- Gelechia arotrias
- Gelechia asinella
- Gelechia aspoecki
- Gelechia atlanticella
- Gelechia atrofusca
- Gelechia aurorella
- Gelechia axilella
- Gelechia badiomaculella
- Gelechia basalis
- Gelechia basiguttella
- Gelechia basipunctella
- Gelechia bathrochlora
- Gelechia baueri
- Gelechia benitella
- Gelechia bergiella
- Gelechia bianulella
- Gelechia bistrigella
- Gelechia brumella
- Gelechia capiteochrella
- Gelechia caudatae
- Gelechia cautella
- Gelechia chionomima
- Gelechia cinereoradicica
- Gelechia clandestina
- Gelechia clopica
- Gelechia conditor
- Gelechia confusella
- Gelechia conspurcatella
- Gelechia corsella
- Gelechia cretulata
- Gelechia crudescens
- Gelechia cuneatella
- Gelechia cuneifera
- Gelechia cuspidatella
- Gelechia delapsa
- Gelechia delodectis
- Gelechia desiliens
- Gelechia diacmota
- Gelechia diaconalis
- Gelechia discostrigella
- Gelechia dolbyii
- Gelechia dromicella
- Gelechia dujardini
- Gelechia dyariella
- Gelechia dzunmodi
- Gelechia ekhingolica
- Gelechia elephantopis
- Gelechia epiphloea
- Gelechia epistolica
- Gelechia exclarella
- Gelechia exoenota
- Gelechia exposita
- Gelechia farinosa
- Gelechia flexurella
- Gelechia frequens
- Gelechia fuscantella
- Gelechia fuscoluteella
- Gelechia fuscooculata
- Gelechia galatea
- Gelechia gammanella
- Gelechia gnathodoxa
- Gelechia goniospila
- Gelechia gracula
- Gelechia griseaella
- Gelechia griseella
- Gelechia griseochrella
- Gelechia haifella
- Gelechia hetaeria
- Gelechia hippophaella
- Gelechia hoffmanniella
- Gelechia horiaula
- Gelechia hyoscyamella
- Gelechia impurgata
- Gelechia inconspicua
- Gelechia inferialis
- Gelechia intermedia
- Gelechia invenustella
- Gelechia jakovlevi
- Gelechia junctipunctella
- Gelechia kalevalella
- Gelechia kiesenwetteri
- Gelechia kochiella
- Gelechia lactiflora
- Gelechia lakatensis
- Gelechia leptospora
- Gelechia liberata
- Gelechia limitanella
- Gelechia longipalpella
- Gelechia lynceella
- Gelechia machinata
- Gelechia maculatusella
- Gelechia mandella
- Gelechia marmoratella
- Gelechia mediterranea
- Gelechia melanchlora
- Gelechia melanoptila
- Gelechia melanotica
- Gelechia mimella
- Gelechia molitor
- Gelechia monella
- Gelechia mongoliae
- Gelechia mundata
- Gelechia muscosella
- Gelechia nebulea
- Gelechia neglectella
- Gelechia nervosella
- Gelechia nigra
- Gelechia nigrostriella
- Gelechia nigrovittata
- Gelechia notabilis
- Gelechia obscurella
- Gelechia obscuripennis
- Gelechia ocellella
- Gelechia ocherfuscella
- Gelechia ochreofuscella
- Gelechia ochrocorys
- Gelechia ophiaula
- Gelechia overhaldensis
- Gelechia packardella
- Gelechia pallidagriseella
- Gelechia panella
- Gelechia paraula
- Gelechia paroxynta
- Gelechia perobscurella
- Gelechia petraea
- Gelechia picrogramma
- Gelechia pinguinella
- Gelechia pisarevi
- Gelechia pistaciae
- Gelechia platanella
- Gelechia platydoxa
- Gelechia populella
- Gelechia praestantella
- Gelechia protozona
- Gelechia repetitrix
- Gelechia rhombea
- Gelechia rhombella
- Gelechia rhombelliformis
- Gelechia ribesella
- Gelechia rileyella
- Gelechia sabinellus
- Gelechia sachalinensis
- Gelechia sattleri
- Gelechia scotinella
- Gelechia sematica
- Gelechia senticetella
- Gelechia sestertiella
- Gelechia sirotina
- Gelechia sonorensis
- Gelechia sororculella
- Gelechia stenacma
- Gelechia suspensa
- Gelechia syncopaula
- Gelechia synthetica
- Gelechia teleiodella
- Gelechia tetraleuca
- Gelechia thoracestrigella
- Gelechia thuriferella
- Gelechia thymiata
- Gelechia trachydyta
- Gelechia traducella
- Gelechia tribalanota
- Gelechia turangella
- Gelechia turpella
- Gelechia unistrigella
- Gelechia wacoella
- Gelechia veneranda
- Gelechia versutella
- Gelechia xylophaea